# Капурро, Джованни
Джова́нни Капу́рро (итал. Giovanni Capurro; 5 февраля 1859 года, Неаполь, Италия — 18 января 1920 года, Мехико, Мексика) — итальянский поэт и драматург, наиболее известный, как автор текста знаменитой песни «O Sole Mio» в соавторстве с композитором и певцом Эдуардо ди Капуа.

## Биография
Капурро родился в 1859 году в Неаполе. Зарабатывал на жизнь как поэт и драматург. Считается одним из лучших итальянских поэтов XIX века. Актёр Вивиани впервые выступил в известном Театре Перелла в Бассо Порто, в пьесе «Уличный ёж» по постановке Капурро.
В 1898 году Джованни Капурро написал слова для «O Sole mio» и попросил Эдуардо Ди Капуа (который в то время находился в Одессе со своим отцом-оркестром-скрипачом) положить его на музыку. Позднее песня была представлена на «Piedigrotta 1898», организованном Круглым столом, организованным издательством «Bideri», и заняла второе место после произведения под названием «Napule Bello!». Но в народе этот результат был быстро опровергнут. Хотя «O Sole mio» прославился, он приносил мало денег своим создателям.
Капурро всю свою жизнь жил в условиях финансового дефицита. Ради искусства, он не беспокоился о признании своего самого известного творения. В течение тридцати лет он был связан с газетой «Рим» как репортёр, драматический критик и, в конце жизни, как административный служащий. Капурро был приверженцем холлов, где он пел, играл на пианино и делал забавные имитации.
Умер в 1920 году. Место смерти неизвестно: либо Мехико, либо Неаполь.